# کوادیو آنانی
کوادیو آنانی (انگلیسی: Kwadjo Anani؛ زادهٔ ۱۳ دسامبر ۱۹۹۹) جودوکار غنایی‌تبار اهل ایتالیا است.